# Vilhjálmur Þ. Vilhjálmsson
Vilhjálmur Þórmundur "Villi" Vilhjálmsson (født 26. april 1946 i Reykjavík) er en islandsk advokat og politiker for Selvstændighedspartiet. Han var Reykjavíks borgmester 2006-07. Han har siddet i byrådet i Reykjavík siden 1982.
Vilhjálmur tog studentereksamen (stúdentspróf) fra Verslunarskóli Íslands 1968 og juridisk embedseksamen fra Háskóli Íslands 1974. 